# 獵戶座τ
獵戶座τ (τ Ori，τ Orionis) 是在獵戶座的一顆恆星。
這顆恆星與玉井三 (波江座β)、玉井一 (波江座λ) 和 玉井二 (波江座ψ) 被稱為Al Kursiyy al Jauzah，組成"中央的椅子 (或"腳凳")"。
但依據恆星目錄的技術備忘錄33-507 – 一份包含537顆恆星的精簡目錄，Al Kursiyy al Jauzah含有三顆的標題：波江座β是Cursa，波江座ψ是Al Kursiyy al Jauzah I，波江座λ是Al Kursiyy al Jauzah II (排除了這顆恆星：獵戶座τ) 。
在中國，它屬於稱為玉井的星官。這個小星群還包括玉井一 (波江座λ)、玉井三 (波江座β)和波江座ψ 有人認為，獵戶座τ應該是玉井四 (，英語：。)。

## 性質
獵戶座τ的光譜類型為B5III，視星等為3.59等，意味著它可以用肉眼直接看見。如果從参宿七畫一條直線到西北方的参宿三，可以在連向参宿三的線段約六分之一處找到獵戶座τ。